# KGBeast
Dans l'univers de DC Comics, KGBeast est un super-vilain, également connu sous le nom d'Anatoly Knyazev.

## Biographie
Anatoly Kzyanev a été recruté au sein d'une cellule secrète du KGB nommée Hammer, dirigée par le Directeur Adjoint Zhores Kunrev. Il devient le meilleur assassin de l'Union soviétique, surnommé "La Bête" (The Beast en anglais), d'où son surnom de KGBeast donné par la CIA. Lors de l'arrivée au pouvoir de Gorbatchev qui entraine le réchauffement des relations avec les États-Unis, Kunrev se suicide après avoir lancé l'Opération Skywalker : envoyer Knyazev assassiner de hauts représentants américains afin de compromettre l'Initiative de défense stratégique et le rapprochement entre les deux superpuissances.
Les cibles de KGBeast se situent à Gotham, et Batman intervient donc pour tenter d'arrêter l'Opération Skywalker, mais KGBeast a déjà commis deux premiers meurtres, et en commettra ensuite deux autres avant que ses cibles restantes ne soient placé sous protection, sauf une : un politicien important empoisonné lors d'un banquet.
Batman fini par lui faire manquer ses cibles (sauf une, tué dans le dynamitage de son appartement) en employant des leurres. Finalement, après un affrontement avec le chevalier noir qui lui vaudra l'amputation de sa main gauche, KGBeast tente d'assassiner le Président Ronald Reagan, mais en est encore une fois empêché par Batman, qui parviendra finalement à le vaincre.
KGBeast revient, toujours membre du Hammer - devenue une organisation criminelle dont il prendra la tête avec deux autres associés - pour faire chanter Gotham avec une ogive nucléaire. Assoiffé de revanche contre Batman et Gotham, il décide malgré tout de faire sauter la tête nucléaire, mais sera arrêté par Nightwing.

## Capacités
Étant un assassin d'élite, KGBeast est un expert en arts martiaux et dans l'utilisation de n'importe quelle arme. Il est également aussi agile et rapide que Batman, tout en étant plus puissant. Il dispose aussi d'implants cybernétiques, et remplacera sa main gauche amputée par une prothèse contenant divers systèmes d'armes.
Toutefois, à son retour, il est moins agile et moins rapide, mais est en revanche plus puissant. Sa prothèse est améliorée et il possède un œil cybernétique.

## Culture populaire

### Comics
Le personnage apparaît pour la première fois dans Batman: Ten nights of the Beast.

### Apparitions dans d'autres médias

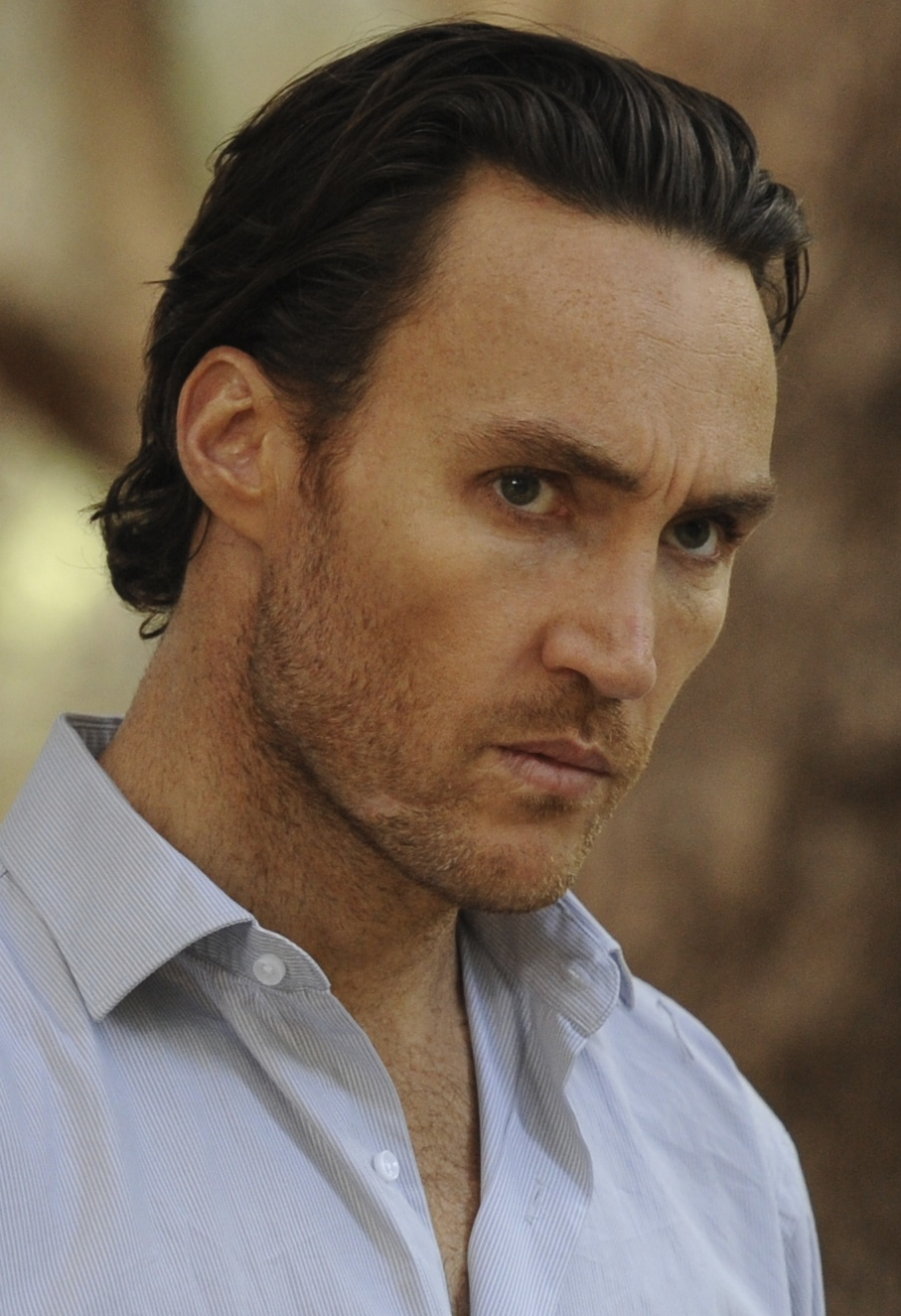
Callan Mulvey incarne Anatoly Knyazev / KGBeast dans Batman v Superman : L'aube de la justice (2016)

Sauf indication contraire, les informations mentionnées dans cette section peuvent être confirmées par la base de données cinématographiques IMDb,  présente dans la section « Liens externes ».

#### Films
Animations
- 2014 : Batman : Assaut sur Arkham – KGBeast est capturé par l'ARGUS pour être enrôlé de force dans la Task Force X. Son refus de coopérer entraine rapidement son exécution.

Interprété par Callan Mulvey dans l'Univers cinématographique DC
- 2016 : Batman v Superman : L'Aube de la justice réalisé par Zack Snyder[4] – Anatoly Knyazev est un chef du crime organisé de la ville de Gotham, qui travaille pour le compte de Lex Luthor.

#### Télévision
- La Ligue des justiciers (série d'animation)
- Harley Quinn (série d'animation) avec la voix de Matt Oberg

Interprété par David Nykl dans l'Arrowverse
- 2013 - 2020 : Arrow (série télévisée) – Anatoly Knyazev est le dirigeant de la Bratva, la mafia russe, et un ami d'Oliver Queen depuis que ce dernier lui a sauvé la vie sur Lian Yu. Dans cette version, il n'a en revanche aucune capacité surhumaine, ni implant cybernétique.